# 강산들
강산들(姜산들, 1981년 8월 30일 ~ )은 대한민국의 전 축구 선수이며, 포지션은 미드필더였다.